# Сборная Соломоновых Островов по пляжному футболу
Сборная Соломоновых Островов по пляжному футболу — национальная команда, которая представляет Соломоновы Острова на международных соревновательных дисциплинах по пляжному футболу. Управляется Футбольной федерацией Соломоновых Островов. Соломоновы Острова пять раз участвовали на чемпионатах мира и четыре раза побеждали в чемпионате Океании.

## История
На самом первом чемпионате Океании по пляжному футболу, который состоялся в 2006 году, сборная Соломоновых Островов одержала победу, обыграв в финальном матче представителей Вануату (6:2). Главным тренером Соломоновых Островов являлся Вивиан Викхам, который пригласил в команду игроков, имевших опыт игры в большом футболе — Гидеона Омокирио, Ричарда Анисуа и Джеймса Нака. Победа на чемпионате Океании позволила команде сыграть на чемпионате мира 2006 года. Свой первым матч Соломоновы Острова завершили победой над Камеруном (5:2). В оставшихся играх команда из Океании уступила Уругваю (5:10) и Португалии (2:14), что не позволила команде выйти из группы.
В дальнейшем Соломоновы острова побеждали на чемпионате Океании в 2007, 2009 и 2013 года. В 2011, 2019 и 2023 года команда финишировала второй на первенстве региона. Победа в чемпионатах Океании позволяла Соломоновым островам выступить на чемпионате мира 2007, 2008, 2009 и 2013 годов, но команде ни разу не удавалось преодолеть групповой этап.
На Всемирных пляжных играх 2019 года в Дохе сборная Соломоновых Островов не сумела выйти из группы, уступив Мексике, Испании и Италии.
Главным тренером команды со временем стал бывший игрок сборной Гидеон Омокирио. На чемпионате Океании 2013 года футболисты Соломоновых Островов были удостоены всех индивидуальных наград турнира: Самсон Такаяма как лучший игрок турнира, Джозеф Луви как лучший бомбардир, а Фред Хале как лучший вратарь.
Сборная Соломоновых Островов имеет прозвище «Биликики» — в честь популярной детской песни про птицу, которая исполняется перед началом матчей команды.

## Достижения
- Чемпион Океании по пляжному футболу (4): 2006, 2007, 2009, 2013

## Статистика

### Чемпионат мира
| Год   | Раунд          | И              | В              | П              | ГЗ             | ГП             |
| ----- | -------------- | -------------- | -------------- | -------------- | -------------- | -------------- |
| 2005  | Не участвовала | Не участвовала | Не участвовала | Не участвовала | Не участвовала | Не участвовала |
| 2006  | Групповой этап | 3              | 1              | 2              | 12             | 26             |
| 2007  | Групповой этап | 3              | 0              | 3              | 7              | 22             |
| 2008  | Групповой этап | 3              | 1              | 2              | 14             | 23             |
| 2009  | Групповой этап | 3              | 1              | 2              | 2              | 9              |
| 2011  | Не прошла      | Не прошла      | Не прошла      | Не прошла      | Не прошла      | Не прошла      |
| 2013  | Групповой этап | 3              | 1              | 2              | 13             | 15             |
| 2015  | Не участвовала | Не участвовала | Не участвовала | Не участвовала | Не участвовала | Не участвовала |
| 2017  | Не участвовала | Не участвовала | Не участвовала | Не участвовала | Не участвовала | Не участвовала |
| 2019  | Не прошла      | Не прошла      | Не прошла      | Не прошла      | Не прошла      | Не прошла      |
| 2021  | Не прошла      | Не прошла      | Не прошла      | Не прошла      | Не прошла      | Не прошла      |
| 2024  | Не прошла      | Не прошла      | Не прошла      | Не прошла      | Не прошла      | Не прошла      |
| Всего | 5/12           | 15             | 4              | 11             | 55             | 105            |

### Чемпионат Океании
| Год   | Раунд    | И  | В  | П | ГЗ  | ГП |
| ----- | -------- | -- | -- | - | --- | -- |
| 2006  | Чемпион  | 4  | 3  | 1 | 26  | 13 |
| 2007  | Чемпион  | 4  | 3  | 1 | 16  | 12 |
| 2009  | Чемпион  | 4  | 3  | 1 | 18  | 8  |
| 2011  | Финалист | 3  | 2  | 1 | 15  | 8  |
| 2013  | Чемпион  | 2  | 2  | 0 | 14  | 3  |
| 2019  | Финалист | 5  | 3  | 2 | 22  | 18 |
| 2023  | Финалист | 4  | 2  | 2 | 24  | 23 |
| Всего | 7/7      | 26 | 18 | 8 | 135 | 85 |